# エグザムライ
『エグザムライ』は、EXILEをモデルとしたアニメ作品。

## 来歴
- 2007年12月12日発売の『EXILE LOVE』に『エグザムライ -序章-』が収録される。
- 2008年1月1日、EXILEのリーダーHIROが「EXILE PERFECT YEAR」の一環としてアニメ『エグザムライ』本編発売を宣言。
- 2008年7月23日発売の『EXILE ENTERTAINMENT BEST』に『エグザムライ -六本木地獄城の章-』が収録される。
- 2010年11月4日、『ジャンプSQ』でコミカサイズ版『エグザムライ』が連載スタート。
- 2011年7月4日、コミカサイズ版『エグザムライ』が連載終了。

## あらすじ

### 序章
七人の侍達の出会いを描く。
神武歴2718年、世界大戦が勃発。戦いのさなか人類は魔神械という兵器を生み出し、増大した人の邪心によってそれを暴走させ、制御ができなくなる。魔神械によって世界は壊状態に陥るが、そのときどこからか現れた侍たちによって人々は救われる。魔神械も侍たちも姿を消し、侍たちは人々の間で伝説となる。実はこの侍たちの正体は「ザイル一族」という鬼の血を受け継いだ一族であった。
それから数百年の間もザイルの血と能力は密かに受け継がれ、ザイルの長となったHIROによってメンバーが呼び寄せられた。
人々は彼らのことを「エグザムライ」と呼んだ。

### 六本木地獄城の章
上記の「序章」とは異なる設定で描かれる。
『脳内エステ IQサプリ』のコーナーの「IQミラー間違い7」でこの物語が問題として使われた。

## 登場人物
HIRO
声 - 岸谷五朗
二刀流の超人。どんな人でも話せば分かり合えると信じている。「愛と夢と幸せ」を大切にしている。
現存するザイル一族の族長。相棒のバイク「オーガ」で旅しながら、現在のメンバーを集めた。
必殺技は、水を刀に纏い相手を斬りつける「ザイル二刀流 水鳥迫撃斬」。
ATSUSHI
声 - 萩原聖人
二丁銃剣の天才。行方不明の妹がいて捜し続けている。女性に乱暴する者は絶対に許さない。真面目でストイック。己の内に眠る巨大な力を御すために、時々瞑想に入る。
必殺技は「必殺弾 火羅鴉韻拍兜 」。
TAKAHIRO
声 - 成宮寛貴
どんなに遠く小さな的でも、絶対に外さない驚異の弓使い。
柔軟な性格で、頭の切り替えが早く、推理が得意。
エグザムライメンバーの情報に非常に詳しい。将来の夢は吟遊詩人として生きたいと思っている。
必殺技は「爆割閃光 パールの矢」。
MATSU
声 - MATSU（EXILE）
おしゃれ好きな忍者。動物使い（特にネズミ）が得意。秘儀「蛾妖の術」もある。
長い間孤独に苛まれ、各地を彷徨い、やがてMAKIDAIやUSAと意気投合し、行動を共にするようになる。
必殺技は「ネイル派忍法 黒羽武踏ノ術」。
USA
声 - USA（EXILE）
回転させ続けることでチャージされ、フルチャージで必殺技が出せる「電光トンファー」使い。普段はかなり無口で、不器用で控え目な性格。料理の腕はプロ級。エグザムライの料理長でもある。
必殺技は「ネイル派斬棒術 ウサストライク」。
MAKIDAI
声 - MAKIDAI（EXILE）
長槍「ジェットランス」の使い手。常人では、絶対に扱えない武器を簡単に操る。
普段はさわやかで上品な青年なのに、酒が大好きで、少々酒乱気味な一面も。
実はIQが高く、頭がいい。
必殺技は「ネイル派槍術 夜紫無限ノ舞」。
AKIRA
声 - AKIRA（EXILE）
巨体が特徴のパワー系。弁慶のような7つ道具を使う。お人好しで、世間知らず。とにかく何でも珍しい。
肉体を鍛えることが好き。実は狼男の血族で、貧乏な住職に育てられた。
必殺技は「金狼流 巨獣百撃打」。
ソラ
声 - 諸星すみれ
幼い姫君。親兄弟を失ったが、明るさとタフな精神を失わない少女。弱者に対する優しさは特に強い。
僅かながら予知能力があり、エグザムライの行動を助ける事ができる。
いつもHIROと一緒に行動する。
オーガ
声 - 岩崎征実
鬼瓦バイク。前世代の最高の技術を結集し創られた究極マシンである。
このバイクは知能を持ち、HIROが生まれる以前から存在している。
常にHIROと共に行動し、戦いなどでエグザムライをサポートする。
愛玲
声 - 平野綾
幼いころ生活に行き詰った父親に売られ、孤独の中で育った。六本木で夢千代に出会い、姉妹のようになった。
だが、地獄城の儀式で生贄に選ばれ、絶望し死を覚悟していた。
夢千代
声 - 竹内順子
貧困で家族を全て失い、女一人で必死に生きてきた。六本木で愛玲と出会い何かと頼られ、妹のように可愛がるようになった。
しかし愛玲は生贄に選ばれ、連れ去られてしまい再び一人になる。
自分を犠牲にしてでも愛玲を助けようとし、その時ATSUSHIに出会う。
白耶
声 - 宮野真守
六本木地獄城の城主・六堂の右腕。
六堂の手足として動く実動部隊の長、地獄城のNo.2。生贄の儀式のために愛玲を街で選び、連れ去る。
その実体は人間ではなく、魔神機の分身である。
六堂
声 - 大平透
快楽と恐怖の城として、その名を轟かす六本木地獄城の城主。
悪の限りを尽くし、六本木の街と地獄城を築いた。
地獄城の富と繁栄のため、生贄の儀式を開催し、その権力と残忍さを街の人々に見せつけ、六本木の街を支配している。

## 世界観及び用語
ザイル一族
鬼の血を引き継ぐ一族。
魔神機

神武歴

六本木
六堂が悪の限りを尽くし築いた街。
劇中では実際にUSAの父親が経営している居酒屋「まるちょん」や、MATSUがデザイナーを兼務しているブランドショップ「24karats」や、HIROが代表取締役社長を務めている事務所「LDH」が登場している。

## 主題歌
オープニング曲
「Touch The Sky feat. Bach Logic」
作詞 - STY, Bach Logic / 作曲 - Bach Logic,STY
エンディング曲
「Eastern Boyz 'N Eastern Girlz」
作詞 - michico / 作曲 - T-Kura,michico
挿入歌
「New Jack Swing」
作詞 - L.L.BROTHERS、michico / 作曲 - T-Kura,L.L.BROTHERS,michico
「DANCER'S ANTHEM」 (Inst.)
作曲 - 原田憲
「24karats -type EX- / Sowelu, EXILE, DOBERMAN INC」
作詞 - STY,P-CHO,GS,TOMOGEN,KUBO-C / 作曲 - Bach Logic,STY
「EVOLUTION」(Remix)
作詞 - michico / 作曲 - T.Kura/michico
「One love」
作詞 - 原田憲 / 作曲 - ATSUSHI

## スタッフ
- 企画・原案 - HIRO（EXILE）/松田誠
- 監督・脚本・絵コンテ - アベユーイチ
- キャラクター原案 - 阿波パトリック徹
- アニメーション監督 - 島津裕行
- キャラクターデザイン - 伊東伸高
- サブキャラクターデザイン - 戸田麻衣
- アクションコーディネ—ター - カラサワイサオ
- 音楽監督 - 原田憲
- 作画監督 - 金紀杜、さとうけいいち、西村貴世
- 美術監督 - 阪井奎太
- アニメーション制作 - DR MOVIE
- 制作 - ネルケピクチャーズ、コミックス・ウェーブ・フィルム
- 製作 - エイベックス・エンタテインメント、LDH、ネルケプランニング

## 漫画版
HIRO/松田誠(企画・原案)、天野洋一（漫画）による少年漫画。『ジャンプスクエア』（集英社）増刊『SQ.19』2010年夏号に『エグザムライ 序章』が読み切りとして掲載。その後、『SQ.』本誌にて2010年12月号から2011年8月号まで連載された。話数カウントは「第○幕」。

### あらすじ
神武暦2718年。宇宙から半機半獣の身躯を持つ魔神機たちが来襲し、魔神機と人類の戦い、魔人大戦が勃発した。大地は荒れ果て、人口は30％まで減り、人々が諦めかけていた頃、ザイル一族と呼ばれる7人の若い侍が不思議な指輪を使い、魔神機たちを退ける。
それから500年の時が流れ、神武暦3218年、日本（ZIPANG）。荒廃した大地で人々は懸命に生きていた。しかし、先の大戦で敗れた魔神機たちが、再び人類を滅ぼすために動きだした。伝説のエグザムライ7人は再び集結し、人類の存亡をかけた最後の戦いが、今幕を開ける。

### 登場人物

#### ヒロと仲間達
ヒロ
ザイル一族のサムライ。“炎”の戦士。蒼き炎をまといし刀を持つ。通称「蒼炎のヒロ」。大食い。
ソラ／赫耶（カグヤ）
ヒロと行動を共にしている女の子。魔神機の元・王の娘。兄、白耶を倒すため、ヒロたちに“ザイルリング”を授ける。
オーガ
ヒロが乗る高い知能を持ち言葉を喋れるバイク。白耶と戦う際、ヒロと魔神合体し消えた。
マキダイ
ザイル一族“水”の戦士。通称「水龍のマキダイ」。水を自在に操る。ドライな性格で、自分が楽しければイイが基本姿勢。
マツ
ザイル一族“木”の戦士。通称「深緑のマツ」。木や花を操る。お調子者だが根は優しい。
ウサ
ザイル一族“鉄”の戦士。通称「鉄弾のウサ」。自身の身体を鉄球に変化させることができる。マツとはいいコンビ。一人称は「オイラ」。
タカヒロ
ザイル一族“風”の戦士。通称「疾風のタカヒロ」。弓と風を操る。弓を羽根に変化させ、空を飛ぶこともできる。弟的キャラ。一人称は「僕」。
アキラ
ザイル一族“獣”の戦士。通称「獣王のアキラ」。自らの身体を獣化する技を持つ。しかし、力の制御を誤ると暴走して狂戦士になってしまう。一人称は「オレ」であるが、ロッキー＝ナックルウォーカーと戦う際「お前がオレっちの相手か？」と一人称が「オレっち」になっていた。
アツシ
ザイル一族“雷”の戦士。通称「雷刃のアツシ」。500年間、自分の身を犠牲にして雷轟を封印していた。一人称は「私」。

#### 魔神機
白耶（ビャクヤ）
魔神機たちの王で、ソラの兄。人間に終焉を与えるべく、第8の指輪「大地」を所持している。大地の指輪でヒロを跪かせるが、ヒロが仲間の犠牲で得た全てのザイルリングを所持し、オーガに身を纏った事で魔神合体・焔神モードへと昇華してしまい、最後はヒロの真・蒼天炎舞に焼かれた。
カヴァ
人語を話す隊長クラスの魔神機。自称キング・オブ・カヴァ。横濱の街でヒロに倒された。
ゴルゴー・カメリア
人間型の幹部クラスの魔神機。マツとウサを石にしたが、ヒロとマキダイによって倒された。
ストラス=ミネルパ
獣人型の隊長クラスの魔神機。自称空の智将。
タカヒロに一度倒され、復活したもののそのままアキラに倒された。
雷轟（ライゴウ）
アツシが封印している魔神機。
一度封印を解き、タカヒロ・アキラを負傷させたものの、ヒロ・アツシにより倒された。その後、小人の姿となりアツシに懐く。

##### 四天魔神
メロウ・カメリア
四天魔神の1人でゴルゴーの妹。
神経毒を仕込んだ「人魚姫の尾」で相手をゆっくり痛みと苦しみを味わいながら死に至らしめる。
しかし、相手が水の使い手であるマキダイだったからか、マキダイの永久凍土の道連れになった。
ロッキー＝ナックルウォーカー
四天魔神の1人で戦闘狂。ゴリラのような容姿をしている。
アキラとガチンコデスマッチで挑む。
最初は身体の一部でもある砲弾でアキラを追い込むが、アキラの獣化能力により形勢が逆転されてしまい敗北。
ヴァンプティ＝ソニック
四天魔神の1人であるコウモリ型の上級魔神機。非常に口が悪い。
タカヒロを破壊超音波で苦しめるが、タカヒロの策略により形勢が逆転。最後はタカヒロの怒号の風を受け死亡。
アンドレ＝アリクイーナ
四天魔神の1人である紳士風の上級魔神機。
アツシを自身の体内で覚えたエネルギーを取り込む性質に進化する属性蟻で窮地に立たせるが、雷轟を手懐いていたことが仇となりアツシの雷轟電磁銃モードの砲弾を受け散った。

### 用語と世界観
一部はアニメ版にも登場している。
神武暦
横濱
実際に存在する横浜市とは関係ない。
六本木
実際に存在する六本木とは関係ない。
地獄城
"LDH"自警団
　現在ザイル一族として活動している7人がかつて、魔神機が襲来する前に立ち上げた自警団。名付けたのはマキダイだが、ヒロはちゃんとした組織名を言えないなど散々だった。

### 単行本
- HIRO/松田誠（企画・原案）、天野洋一（漫画） 『エグザムライ』 集英社〈ジャンプ・コミックス〉、既刊1巻（2011年3月4日現在）
  1. 2011年3月4日発売 ISBN 978-4-08-870204-9
  2. 2011年8月4日発売

## その他
- リングについて、アニメでは「鬼の指輪」となっていたが、漫画では「ザイルリング」となっている。
- AKIRAの眼帯は、アニメでは付けていないが、漫画では付けている。
- 漫画の第6幕「赫耶」に、漫画『ドラえもん』の登場人物野比のび太（ピノ太）、骨川スネ夫、剛田武の3人に似たキャラクターが出てくる。また、ピノ太のカバンに主人公ドラえもんの顔らしきものが模様となっており、カバンからキューピーが顔を覗かせている。またピノ太が持っている板には映画『E.T.』のDVDのジャケットが描かれている。